# 154
154 рік — невисокосний рік, що почався у вівторок за григоріанським календарем. 
Римська імперія •  Парфянське царство •  Кушанське царство •  Східна Хань •  Сармати

## Геополітична ситуація
У Римській імперії править імператор Антонін Пій (до 161). Імперія  займає Апеннінський, Піренейський та Балканський півострови, Галлію, частину Британії, Близький Схід, Північну Африку включно з Єгиптом. 
Наймогутніша держава центральної Азії — Парфянське царство. Наймогутніша держава Індостану — Кушанське царство. Династія Хань править у Китаї.  Корейський півострів ділять між собою Три корейські держави. 
Триває докласичний період цивілізації мая.
На території майбутньої України, в степах Причорномор'я, кочують сармати, північніше — племена Черняхівської культури.

## Події
- Консулами у Римі були Луцій Елій Аврелій Коммод (Луцій Вер) і Тит Секстій Латеран.
- Новий правитель Боспорської держави Євпатор попросив у римлян захисту від аланів, зобов'язавшись виплачувати Риму данину.
- У Британії знову спалахнуло повстання бригантів.
- Після смерті Евзоя  єпископом Візантійським став Лаврентій. (до 166)
- Після смерті  Пія I на Святий престол зійшов Анікет.
- Правителем держави Сілла став Адалла.

## Народились
- Бардесан, також Бар-Дайсан, Вардесан — сирійський філософ, теолог і поет.

## Померли
- Пій I - папа римський
- Евзой - візантійський єпископ